# 산드로 푸포
산드로 푸포(이탈리아어: Sandro Puppo;1918년 1월 28일, 에밀리아-로마냐 주 피아첸차 ~ 1986년 10월 16일, 에밀리아-로마냐 주 피아첸차)는 이탈리아의 전 축구 선수이자 감독으로, 현역 시절 미드필더로 활약했다.

## 클럽 경력
현역 시절, 푸포는 피아첸차, 암브로시아나, 베네치아, 그리고 로마 소속으로 1930년대부터 1940년대까지 활약했다.

## 국가대표팀 경력
국가대항전에서, 푸포는 이탈리아 국가대표팀 일원으로 1936년 하계 올림픽에 축구 선수단으로 참가해 금메달을 목에 걸었다.

## 감독 경력
은퇴 후, 그는 감독이 되어 튀르키예를 1954년 월드컵 본선으로 이끌었고, 그 외에도 바르셀로나, 유벤투스, 그리고 베식타시를 지도했다.